# Калестано
Калестано је насеље у Италији у округу Парма, региону Емилија-Ромања.
Према процени из 2011. у насељу је живело 858 становника. Насеље се налази на надморској висини од 397 м.

## Становништво
| 1951. | 1961. | 1971. | 1981. | 1991. | 2001. | 2011. |
| ----- | ----- | ----- | ----- | ----- | ----- | ----- |
| 3.244 | 2.585 | 2.164 | 1.914 | 1.796 | 1.813 | 2.033 |